# 秦霖

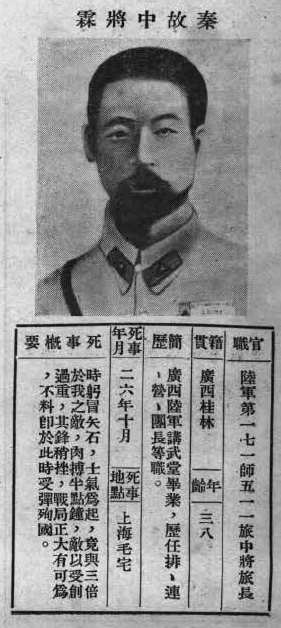
《抗戰軍人忠烈錄》（第一輯）中的秦霖烈士遺像

秦霖（1900年—1937年10月23日） †，(秦霖生于1904年8月28日（清光绪三十年七月十八日）——据《陆海空军军官佐任官名簿》。)
原名同观，字松涛，号沛然，广西桂林丁字村人，国军第171师511旅少将旅长。1919年考入广西陆军讲武堂步兵科，1936年冬，进入中央军校第6分校高级班深造。1937年10月23日，在淞沪会战中遭日机轰炸身亡，后追授陆军中将。

## 早年
秦霖先后在广西省立模范两级小学和桂林旧制中学读书。
1919年，考入广西陆军讲武堂步兵科学习，毕业后留校任教。
1924年，李宗仁击败旧桂系陆荣廷，主政广西，秦霖开始在李宗仁部出任军职。
1926年，李宗仁、白崇禧參加国民革命军北伐， 广西部队改编为国民革命军第七军，秦霖担任少校营长。后在1927年的南京龙潭之战中协力击败了孙传芳。北伐战争期间，秦霖两次负伤被送院，然伤未痊愈便再次投入战斗。  
1929年3月，新桂系在蒋桂战争中兵败，秦霖返乡编练民团。 
1930年至1933年，秦霖分别担任李宗仁部桂林行营少校参谋、教导团少校团副和第7军第19师第56团中校团长。秦霖也是桂軍中的五虎少將之一。 
1936年冬，秦霖入中央军校第6分校高级班带职学习。后因七七事变猝发，未及结业便返回部队准备抗战。桂军亦在此期间启用新番号，秦霖任第7军第170师第510旅第1019团上校团长。

## 抗战
1937年10月11日，南京大本营电令，由第7军和第48军组成第21集团军，隶属第三战区。任命第7军军长廖磊为总司令，立即开赴淞沪战场。秦霖出任171师第511旅少将旅长。10月14日至17日，桂军4个师，先后进入上海宝山蕰藻浜南岸陈家行、谈家头、沈宅、北候宅至大场以西至走马塘洛河桥、老人桥之线。 
1937年10月16日，秦霖率部从连云港出发，经徐州、南京到达上海前线。到达南翔后，奉命率所部之一团进至老人桥，在张家楼、湖里宅、季项宅、苏家宅一带第二防线布阵，为预备队。
他在早些时候给其兄长秦焰的书信中写道：“暴日为实行大陆政策，侮我太甚。弟奉令北上杀敌，此我军人千载一时为用命之机会。嗣后家事，盼兄维持，国事弟当勉力为之。”
1937年10月18日，第三战区司令长官部决定以桂军为主力，于次日在蕰藻浜两岸展开大规模反击战。后因桂军休整，改定为10月21日。在此期间，日军则继续向蕰藻浜南岸发动攻击。第1军胡宗南部由于伤亡过重，由秦霖所在第171师接防湾宅、张家楼阵地。
10月21日，国军开始在蕰藻浜两岸反击，171师513旅旅长高仰云指挥不当，部队被打散回撤。513旅后被秦霖接管，再进入第一线阵地作战。随后数日内，秦霖部与日军数次陷入白刃战，阵地多次易手，指挥系统被打乱而无力进攻，战局陷入胶着。
10月23日拂晓，日军继续进攻，秦霖部伤亡骤增，但仍掌控有阵地。战至当日午时，第102团第1营营长吕汉、第2营营长唐朝钢相继阵亡，第3营营长叶浩寿负伤，第1022团颜团长亦负伤，第2营营长陈经楷阵亡，秦霖所部至此所剩无几。
23日午后，秦霖部对外联络中断，171师部派特务连第2排增援，秦霖率所剩官兵涉水渡河至老人桥参与战斗。后在日军轰炸中与参谋长、传令长一同殉国（一说被火炮集中）。
当晚8时， 秦霖部奉令撤出战场，前线交由友军接替。

## 殁后
秦霖殉国后遗体无存，其三兄秦焰将其衣冠葬于桂林市南部苗圃内，以示悼念。
南岳衡山和台湾的忠烈祠内也有秦霖之灵位。
国民政府追授秦霖为陆军中将。 
中华人民共和国政府于1952年亦追认秦霖为革命烈士。

## 延伸阅读
- 桂林民革网：纪念抗日战争胜利64周年 民革市委向秦霖将军家属赠送楹联和画像 [永久]